# Colletes brimleyi
Colletes brimleyi là một loài Hymenoptera trong họ Colletidae. Loài này được Mitchell mô tả khoa học năm 1951.